# The Quantum Enigma
The Quantum Enigma – szósty studyjny album holenderskiego zespołu symfoniczno-metalowego Epica, został wydany 2 maja 2014 roku przez wytwórnię płytową Nuclear Blast. Premierę płyty poprzedziły single „The Essence of Silence” i „Unchain Utopia”, które ukazały się, odpowiednio, 14 marca i 4 kwietnia 2014 roku.
Nagrania zostały zarejestrowane w Sandlane Recording Facilities w Rijen w Holandii pomiędzy wrześniem 2013, a styczniem 2014 roku. Miksowanie odbyło się w Hansen Studios w Ribe w Danii. Z kolei mastering został wykonany w Amsterdam Mastering.

## Lista utworów
Opracowano na podstawie materiału źródłowego.
| Nr  | Tytuł utworu                                     | Słowa                | Muzyka                                               | Długość |
| --- | ------------------------------------------------ | -------------------- | ---------------------------------------------------- | ------- |
| 1.  | „Originem”                                       | Mark Jansen          | Bob Katsionis & Epica                                | 2:11    |
| 2.  | „The Second Stone”                               | Simone Simons        | Isaac Delahaye & Epica                               | 5:00    |
| 3.  | „The Essence of Silence”                         | Mark Jansen          | Ariën van Weesenbeek & Epica                         | 4:47    |
| 4.  | „Victims of Contingency”                         | Mark Jansen          | Mark Jansen, Epica, Jack Driessen & Frank Schiphorst | 3:31    |
| 5.  | „Sense Without Sanity (The Impervious Code)”     | Mark Jansen          | Mark Jansen & Epica                                  | 7:42    |
| 6.  | „Unchain Utopia”                                 | Simone Simons        | Isaac Delahaye & Epica                               | 4:45    |
| 7.  | „The Fifth Guardian (Interlude)”                 | utwór instrumentalny | Isaac Delahaye, Coen Janssen & Miro Rodenberg        | 3:04    |
| 8.  | „Chemical Insomnia”                              | Simone Simons        | Isaac Delahaye & Epica                               | 5:12    |
| 9.  | „Reverence (Living in the Heart)”                | Mark Jansen          | Ariën van Weesenbeek & Epica                         | 5:02    |
| 10. | „Omen (The Ghoulish Malady)”                     | Mark Jansen          | Mark Jansen & Epica                                  | 5:28    |
| 11. | „Canvas of Life”                                 | Simone Simons        | Mark Jansen & Epica                                  | 5:28    |
| 12. | „Natural Corruption”                             | Simone Simons        | Isaac Delahaye & Epica                               | 5:24    |
| 13. | „The Quantum Enigma (Kingdom of Heaven Part II)” | Mark Jansen          | Mark Jansen & Epica                                  | 11:53   |
|     |                                                  |                      |                                                      | 1:09:27 |

## Twórcy
Opracowano na podstawie materiału źródłowego.
| Zespół Epica w składzie - Simone Simons – wokal prowadzący - Mark Jansen – gitara rytmiczna, wokal - Isaac Delahaye – gitara prowadząca, gitara akustyczna, gitara klasyczna - Rob van der Loo – gitara basowa - Coen Janssen – instrumenty klawiszowe - Ariën van Weesenbeek – perkusja, wokal Dodatkowi muzycy - Daniel de Jongh – wokal wspierający - Marcela Bovio – wokal wspierający - Mark Mulder, Marleen Wester, Amber Hendriks, Adriaan Breunis – altówka - Ben Mathot, Judith van Driel, Vera van der Bie, Loes Dooren, Floortje Beljon, Merel Jonker, Emma van der Schalie, Ian de Jong – skrzypce - Thomas Van Geelen, Jan Willem Troost, David Faber, Annie Tångberg – wiolonczela - PA'dam Choir - Karen Langendonk, Annette Vermeulen, Annette Stallinga, Astrid Krause – alt - Angus van Grevenbroek, Andreas Goetze, Jan Douwes – bas - Silvia da Silva Martinho, Martha Bosch, Frederique Klooster, Annemieke Nuijten, Alfrun Schmid – sopran - Ruben de Grauw, Koert Braches, Daan Verlaan – tenor - Maria van Nieukerken – dyrygent chóru | Produkcja - Tonnie Simons – oprawa graficzna - Stefan Heilemann – zdjęcia, opracowanie graficzne - Maarten de Peijper – inżynieria dźwięku - Jacob Hansen – miksowanie - Darius van Helfteren – mastering - Jos Driessen – inżynieria dźwięku, miksowanie, edycja cyfrowa - Joost van den Broek – produkcja muzyczna, inżynieria dźwięku, edycja cyfrowa |